# Maggie Mae (schlagerzangeres)
Maggie Mae (Karlsruhe, 13 mei 1960 - Melbourne (Florida), 30 augustus 2021) was een Duitse schlagerzangeres en actrice.

## Jeugd en carrière
Maggie Mae groeide op in het zuidelijk stadsdeel van Karlsruhe en nam in 1974 haar eerste plaat Ich hab' Spaß am Leben op. Daarna verscheen haar Duitstalige coverversie van de Millie Small-hit My Boy Lollipop, die een groot succes werd. Ze scoorde daarmee in oktober 1974 de eerste plaats in de ZDF-Hitparade. Vanwege haar hippig optreden en haar leeftijd kreeg ze de bijnaam Das verrückte Huhn ('de gekke kip').
In 1975 nam May deel aan de Duitse voorronden van het Eurovisiesongfestival met het nummer Die total verrückte Zeit en behaalde een 7e plaats. Het daaropvolgende jaar bereikte ze met het nummer Applaus für ein total verrücktes Haus zelfs de 3e plaats tijdens de voorronden. Ze was ook werkzaam als actrice en werkte onder andere mee in de tv-series Klimbim en Zwei Himmlische Töchter, maar ook in de krimi Der Sturz vom Dach.
Tot het begin van de jaren 1980 volgden verdere singles en diverse klasseringen in de hitlijsten. Dan leerde ze haar eerste echtgenoot Robert Trammel kennen en ging met hem naar de Verenigde Staten. Ze beëindigde haar zangcarrière en werd huisvrouw. Zo nu en dan werkte ze ook als verpleegster.

## Privéleven en overlijden
Uit haar eerste huwelijk stammen drie dochters, uit haar tweede huwelijk had ze een zoon. Maggie Mae woonde onder haar burgerlijke naam Andrea Yardich in Melbourne in Florida. Ze overleed in augustus 2021 op 61-jarige leeftijd.

## Onderscheidingen
- 1974: Bronzen Bravo Otto

## Discografie

### Singles
- 1974: Ich hab' Spaß am Leben
- 1974: My Boy Lollypop
- 1975: Baby, Spaß muss sein (Long tall Sally)
- 1975: Die total verrückte Zeit
- 1975: Sweet beat honey sunny boy/Itsy bitsy teenie weenie Honolulu Strandbikini
- 1975: I'm on fire
- 1976: Sing my song
- 1976: Applaus für ein total verrücktes Haus
- 1977: Und sein Name war No
- 1977: Und dann noch eins - Ich liebe dich
- 1978: Dieses ist mein Land
- 1979: Komm, klopf' heut Nacht an die Tür (I'm gonna knock on your door)
- 1979: Das allererste Mal (um alles zu erfahren)
- 1980: James Dean - Superstar
- 1981: Rock 'n' Roll Cowboy (Making your mind up)
- 1981: Lutsch mit! (onverkoopbare reclamesingle voor de firma Rachengold in Maggie Mae's geboorteplaats Karlsruhe)
- 1982: Und der Weihnachtsmann behauptet, er ist Elvis

### Albums
- 1975: I'm on fire

- Gemeinsame Normdatei: 134606647
- International Standard Name Identifier: 0000 0000 5705 1096
- MusicBrainz: 2135e57f-274a-4178-a92b-6b16daf5bc2f
- Virtual International Authority File: 79693197
- WorldCat: E39PBJgCMrPvVpFh9g4J4hmTpP